# Ombrograf
Ombrograf (grč. ὄμβρος: kiša) ili pluviograf (lat. pluvia: kiša) je uređaj ili mjerni instrument za stalno (kontinuirano) bilježenje trajanja i jakosti (intenziteta) oborine u tekućem stanju. Osniva se na prikupljanju oborine preko lijevka u posudu (kišomjer) s plovkom; visina plovka u posudi mehanizmom je povezana sa zapisnim uređajem. Kada se posuda napuni, automatski se isprazni. Električni ombrograf ima kao mjerne osjetnike (senzore) dvije male posudice, pražnjenje kojih se bilježi električnim putem. Za registraciju napadaloga snijega koristi se nifograf, koji ima posudu za sakupljanje snijega smještenu na zdjelici vage, pa se njezin položaj zapisuje na isti način kao u ombrografa.

## Objašnjenje
Ombrografi ili pluviografi služe za stalno (kontinuirano) bilježenje (registriranje) količine oborina, a i za određivanje jakosti (intenziteta) oborina. Oborinska voda slijeva se u cilindričnu posudu i u njoj podiže plovak. Podizanje plovka, to jest količina oborina sakupljena u cilindru, registrira se na bubnju što ga pokreće satni mehanizam. Prema nagibu zabilježene krivulje može se odrediti jakost (intenzitet) oborina u određenom razdoblju (5, 10, 30, 60, 120 minuta). Kad se cilindar napuni vodom, automatski se isprazni, pa se plovak i pisaljka vrate na nulti položaj, pri čemu pisaljka zabilježi okomitu liniju. Zimi se ombrografi griju, ali ispravne registracije snježnih oborina dobivaju se takozvanim nifografima, koji bilježe težinu palog snijega. 
Mjerenje snijega svodi se na određivanje visine snježnog pokrivača i na mjerenje gustoće snijega. Visina snijega određuje se snjegomjernom letvom i izražava se u centimetrima, dok se gustoća snijega mjeri takozvanom snjegomjernom vagom i izražava se u g/cm3. Snijeg i oborine mjere se obično svaki dan u 7 sati izjutra, a gustoća snijega svakog petog dana u mjesecu.